# Dongguk Universiteit
De Dongguk Universiteit (Koreaans:동국대학교) is een private universiteit gevestigd in Seoel, Zuid-Korea. De universiteit werd opgericht in 1906 door de Association of Buddhism Research en verkreeg in 1953 de status van volwaardig universiteit.
In de QS World University Rankings van 2020 staat de Dongguk Universiteit wereldwijd op een 454ste plaats, waarmee het de 13e Zuid-Koreaanse universiteit op de ranglijst is.